# Paco Camarasa Pina
Francisco Camarasa Pina, conocido como Paco Camarasa (Alcoy, Alicante, 1963-Castalla, Alicante, 10 de julio de 2016), fue un editor de cómic español, director de Edicions de Ponent.

## Biografía
Durante su infancia, comenzó leyendo tebeos de Pumby, aunque su héroe favorito sería El guerrero del antifaz.
En 1995 creó, junto a Diego Ruiz de la Torre Gómez, el sello Joputa CB, que tres años después transformaron en una sociedad limitada con el nuevo nombre de Edicions de Ponent S.L.
Junto a Pedro Porcel y Álvaro Pons comisarió en 2007 una  exposición que repasaba la historia del cómic valenciano.
Un año después, junto a otros reputados especialistas del medio, anunció la fundación, a partir de sus propias colecciones, de un Centro de Documentación del Cómic en la localidad de Onil, así como la pronta celebración de un Salón del Cómic en Valencia.
En 2010, amparado en el éxito de obras como El arte de volar, inició una campaña de internacionalización de los productos de su editorial. Al año siguiente, fue nombrado presidente de la neonata Asociación de Editores de Cómic de España.